# Lightning Racer
De Lightning Racer is een houten duellerende tweelingachtbaan in Hersheypark en was de eerste achtbaan van deze soort in een houten uitvoering in de Verenigde Staten.

## Beschrijving
De Lightning Racer staat in het Midway America-gedeelte van het park en is de meest populaire attractie van dat gedeelte. Op een gemiddelde dag zijn bijna altijd de treinen van de achtbaan vol, maar in de meeste gevallen is de wachttijd niet meer dan 15 tot 20 minuten als alle treinen in gebruik zijn. De wachttijd kan echter oplopen tot een uur wanneer er op beide banen maar één trein in gebruik is.
De achtbaan maakt gebruik van de zogenaamde Millenium Flyer-treinen, die gebouwd zijn door Great Coasters International. De achtbaan bestaat uit twee banen, een rode (Lightning) en een groene (Thunder). Beide banen gaan door dezelfde onderdelen, maar op verschillende momenten. De snelheid van de achtbaan wordt niet alleen bepaald door het gewicht van de trein, maar ook door het weer (regen, temperatuur, etc.), onderhoud, de snelheid van de lift en de plaats van personen in de trein. Tijdens de rit wordt er een foto gemaakt in een tunnel die zich op ongeveer halverwege de achtbaan bevindt.
Als Hersheypark in oktober gedecoreerd is voor Halloween, hebben de achtbaan en de twee banen ervan een andere naam, namelijk Wicked Racer voor de achtbaan zelf en Mischief en Mayhem voor de banen Thunder en Lightning.

## Geschiedenis
Toen de achtbaan geopend werd, was het voor Hersheypark de tweede achtbaan van Great Coasters International en werd daarmee ook het eerste park ter wereld dat er twee van Great Coasters International heeft.
In een aantal seizoenen na de opening was het themalied van de achtbaan 'Higher' van de postgrungeband Creed. In de eerste twee jaar dat de achtbaan geopend was, werden er voor de winnende trein opnames afgespeeld, die soms stemmen bevatten van lokale bekendheden.

## Prijzen
De Lightning Racer staat, sinds de opening in 2000, in de top 25 van houten achtbanen in de Amusement Today-lijst van de Golden Tickets Awards.
| Jaar   | 2001 | 2002 | 2003 | 2004 | 2005 | 2006 | 2007 | 2008 | 2009 | 2010 | 2011 | 2012 | 2013 | 2014 | 2015 |
| ------ | ---- | ---- | ---- | ---- | ---- | ---- | ---- | ---- | ---- | ---- | ---- | ---- | ---- | ---- | ---- |
| Plaats | 13   | 11   | 7    | 10   | 9    | 10   | 10   | 9    | 12   | 10   | 11   | 11   | 9    | 11   | 10   |

De Lightning Racer stond ook in de lijst van houten achtbanen van Mitch Hawker, maar dan als twee aparte achtbanen, namelijk de Lightning en de Thunder. Tijdens de jaren in de lijst, kreeg de baan Lightning een hogere plaats in de lijst dan Thunder. De onderstaande tabel is van de Lightning.
| Jaar   | 2000 | 2001 | 2002 | 2003 | 2004 | 2005 | 2006 | 2007 | 2008 | 2009 | 2010 | 2011 | 2012 |
| ------ | ---- | ---- | ---- | ---- | ---- | ---- | ---- | ---- | ---- | ---- | ---- | ---- | ---- |
| Plaats | 19   | 24   | 22   | 23   | 23   | 25   | 32   | 32   | 30   | 31   | 34   | 31   | 35   |